# Арейяш-де-Вілар
Арейяш-де-Вілар (порт. Areias de Vilar; МФА: [ɐ.ˈɾɐj.ɐʒ dɨ vi.ˈɫaɾ]) — парафія в Португалії, у муніципалітеті Барселуш. Розташована в північно-західній частині країни, на теренах історичної португальської провінції Дору-Міню. Входить до складу округу Брага. За адміністративним поділом, чинним до 1976 року, терени парафії були складовою провінції Міню. Належить до Бразької архідіоцезії Католицької церкви. Патрон — Іван Хреститель. Площа — 5,7637 км². Населення — 1365 ос. (2011). Слабо урбанізований регіон. Густота населення — 236,83 осіб/км²
. Код — 030211.

## Населення
| Кількість мешканців | Кількість мешканців | Кількість мешканців | Кількість мешканців | Кількість мешканців | Кількість мешканців | Кількість мешканців | Кількість мешканців | Кількість мешканців | Кількість мешканців | Кількість мешканців | Кількість мешканців | Кількість мешканців | Кількість мешканців | Кількість мешканців |
| ------------------- | ------------------- | ------------------- | ------------------- | ------------------- | ------------------- | ------------------- | ------------------- | ------------------- | ------------------- | ------------------- | ------------------- | ------------------- | ------------------- | ------------------- |
| 1864                | 1878                | 1890                | 1900                | 1911                | 1920                | 1930                | 1940                | 1950                | 1960                | 1970                | 1981                | 1991                | 2001                | 2011                |
| 650                 | 650                 | 621                 | 637                 | 679                 | 664                 | 769                 | 935                 | 896                 | 1 222               | 1 153               | 1 211               | 1 148               | 1 457               | 1 365               |